# The Man with the Bag
Pour plus de détails, voir Fiche technique et Distribution.
The Man with the Bag est un film américain réalisé par Adam Shankman et dont la date de sortie n'a pas été annoncée. Cette comédie d'action fantastique met en vedette Alan Ritchson, Arnold Schwarzenegger, Awkwafina, Liza Koshy, Kyle Mooney, Adrian Martinez, Jane Krakowski et Ken Jeong.

## Synopsis
Le Père Noël demande l'aide d'un petit criminel après que son sac de cadeaux a été volé.

## Distribution
- Alan Ritchson : Vince
- Arnold Schwarzenegger : le Père Noël
- Awkwafina
- Liza Koshy
- Kyle Mooney
- Ken Jeong
- Adrien Martinez
- Jane Krakowski
- Michael Cyril Creighton
- Jesmille Darbouze
- Roger Bart
- Karren Karagulian
- Gabi Samels
- Murray Hill
- Jameson Flynn Lopez

## Production
Le film est réalisé par Adam Shankman et écrit par Allan Rice. Il est produit par Amazon MGM Studios. Il est produit par Lawrence Grey, Ben Everard, Reg Tigerman, Dan Spilo, Alan Ritchson. Ritchson a également un rôle principal, aux côtés d'Arnold Schwarzenegger.
Le tournage a lieu fin 2024 à Manhattan, et les premières images du tournage sont apparues dans les médias en décembre 2024,,. En janvier 2025, Awkwafina, Liza Koshy, Kyle Mooney, Ken Jeong, Michael Cyril Creighton, Adrian Martinez, Roger Bart, Berkeley James, Jesmille Darbouze, Karren Karagulian, Gabi Samels, Jane Krakowski et Murray Hill ont tous rejoint le casting,.